# Baumschlagerreith
Die Baumschlagerreith ist eine 357 Hektar große Alm in der Gemeinde Hinterstoder im österreichischen Bundesland Oberösterreich. Die in Privatbesitz befindliche Alm liegt im Talschluss des Stodertals in einer Seehöhe von 720 m ü. A.. Sie ist 8 km von Hinterstoder entfernt. Auf einer Weidefläche von 11 Hektar werden Pferde gehalten. Die Alm ist über eine Straße erreichbar, an deren Ende sich ein großer Parkplatz und ein Gasthaus befindet. Der Name erinnert an die Rodung des Bergwaldes im Zuge der Erschließung der Alm.

## Wandern
Die Baumschlagerreith ist Ausgangspunkt für den Stodertaler Dolomitensteig. Der Weg 216 führt über das Salzsteigjoch nach Tauplitz.